# Bandy i Kanada
Bandy i Kanada är en liten sport, koncentrerad till Winnipegområdet. Spelet är något mindre populärt än i USA. Man har inte alltid en stor bana. 

## Historia

### Spelet införs
Då organiserad bandy introducerades i USA under 1970-talet spred sig fenomenet även till USA:s norra granne Kanada. Spelet kom till Kanada kring 1980. 1986 startade Kanada ett bandyprogram. Det var då världsbandyförbundet "Federation of International Bandy", Svenska Bandyförbundet och den svenska bandyklubben Essinge Bandy beslöt för att lyfta fram bandyn i Kanada. De satsade på Winnipeg av främst två anledningar. För det första var orten nära Minneapolis i delstaten Minnesota i USA där bandy redan etablerats. För det andra hade den svenske ishockeyspelaren Thomas Steen, som då spelade professionell ishockey för Winnipegs NHL-lag Winnipeg Jets. Thomas Steen ansågs kunna hjälpa till att etablera spelet i Winnipeg. Den unge svenske spelaren Roger Jakobsson utsågs att resa iväg som "bandymissionär". Winnipeg inledde ett samarbete med USA:s bandyförbund "American Bandy Association". I oktober 1987 sattes ett kanadensiskt lag ihop för att åka till Sverige, där World Cup i bandy i spelades i Ljusdal. Det var första gången kanadensiska bandyspelare for utanför Kanadas gränser i bandysyfte. De var på träningsläger i Falun och spelade uppvisningsmatcher mot andra lag. De spelade aldrig World Cup i Ljusdal, men tittade på matcherna. Det året inbjöd  finländare det kanadensiska laget att komma över till Finland för en dag och möta ett finländskt lag, och det kanadensiska laget tog färjan över. Kanadensarna for sedan till Ljusdal vid ytterligare tre olika tillfällen. 1990 for ett kanadensiskt damlag till Moskva i det dåvarande Sovjetunionen för att spela en internationell turnering.

### Landslag
Kanadas herrar gjorde världsmästerskapsdebut 1991 då med f.d. Brobergstränaren Lars "Pärla" Persson som ny förbundskapten som den vintern också verkade som bandymissionär runtom i Manitoba, bl.a. i Flin Flon och Landmark men dock främst i huvudsätet Winnipeg. Första highschool mästerskapen i bandy startades 1991 under Pärlas ledning, det blev p.g.a. besvärliga väderförhållanden en rinkbandyturnering i Winnipeg. Europa-äventyret med Helsinfors-VM som slutmål, inleddes med bl.a. att beskåda SM-finalen på Studenternas i Uppsala, för att senare slipa VM-formen i Söderhamn. 1 vecka med träning och träningsmatcher i Söderhamn och Bollnäs var nyttigt inför VM, då laget hade varit sparsamt på stor is p.g.a. extrema väderförhållanden i Kanada den säsongen. VM-äventyret i Helsingfors 1991 slutade med en hedrande 2:a plats i B-gruppen med seger mot Holland och Ungern men förlust mot "ärkerivalen" USA. Kanadas damer gjorde världsmästerskapsdebut 2006. Kanadas största framgång i landslagssammanhang är två fjärdeplatser i VM 2007, ett straffavgörande från brons, respektive världsmästerskapet 2010, då man förlorade bronsmatchen med 3-2, både gångerna mot Norge.

## Framgångsrika spelare
Costa Cholakis och Mike Jenkinsson spelade 1988 i Sverige för Essinge Bandy. Paul Mingotti och Brad Mazur spelade 1999 för svenska Granesborg. 2001 spelade Sam Martin och Kasey Boisselle för svenska Skirö AIK. Säsongen 2005/2006 spelade Brandon Ellement och Jason Neufeld för en norsk klubb. Säsongen 2009/2010 spelar Nick Mazurak, Brett Gavriloff och målvakten Mike Lintick för Öjaby IS.